# Лесхоз (Баткенская область)
Лесхоз (кирг. Лесхоз) — село в Кадамжайском районе Баткенской области Кыргызстана. Входит в состав айылного аймака А. Масалиев.

## География
Село расположено в восточной части области, на берегу канала имени XVII Партсъезда, вблизи государственной границы с Узбекистаном, на расстоянии приблизительно 24 километров (по прямой) к северо-востоку от города Кадамжай, административного центра района.

## Население
Согласно оценочным данным Национального статистического комитета Кыргызской Республики, численность населения села на начало 2023 года составляла 960 человек.
| год     | 2009 | 2014 | 2015 | 2020 | 2021 | 2023 |
| ------- | ---- | ---- | ---- | ---- | ---- | ---- |
| человек | 464  | 628  | 631  | 801  | 827  | 960  |